# Þórdís Edwald
Þórdís Edwald (Thordis Edwald, * 6. Mai 1966) ist eine isländische Badmintonspielerin.

## Karriere
Þórdís Edwald wurde 1982 erstmals nationale Meisterin in Island. Bis 1994 folgten elf weitere Titelgewinne. 1983, 1985, 1987 und 1989 nahm sie an den Badminton-Weltmeisterschaften teil. Sie konnte 1986, 1987 und 1989 bei den Iceland International gewinnen. Ebenfalls 1989 gewann sie bei den Island Games.

## Sportliche Erfolge
| Saison | Veranstaltung                 | Disziplin   | Platz | Name                                   |
| ------ | ----------------------------- | ----------- | ----- | -------------------------------------- |
| 1982   | Island: Einzelmeisterschaften | Dameneinzel | 1     | Þórdís Edwald                          |
| 1984   | Island: Einzelmeisterschaften | Damendoppel | 1     | Þórdís Edwald / Elisabet Thordardottir |
| 1985   | Island: Einzelmeisterschaften | Damendoppel | 1     | Þórdís Edwald / Elisabet Thordardottir |
| 1985   | Island: Einzelmeisterschaften | Dameneinzel | 1     | Þórdís Edwald                          |
| 1986   | Iceland International         | Damendoppel | 1     | Kristín Magnúsdóttir / Þórdís Edwald   |
| 1986   | Island: Einzelmeisterschaften | Damendoppel | 1     | Þórdís Edwald / Elisabet Thordardottir |
| 1987   | Iceland International         | Damendoppel | 1     | Kristín Magnúsdóttir / Þórdís Edwald   |
| 1987   | Iceland International         | Dameneinzel | 1     | Þórdís Edwald                          |
| 1987   | Island: Einzelmeisterschaften | Damendoppel | 1     | Þórdís Edwald / Elisabet Thordardottir |
| 1987   | Island: Einzelmeisterschaften | Dameneinzel | 1     | Þórdís Edwald                          |
| 1988   | Island: Einzelmeisterschaften | Dameneinzel | 1     | Þórdís Edwald                          |
| 1988   | Island: Einzelmeisterschaften | Damendoppel | 1     | Þórdís Edwald / Elisabet Thordardottir |
| 1989   | Iceland International         | Mixed       | 1     | Broddi Kristjánsson / Þórdís Edwald    |
| 1989   | Iceland International         | Dameneinzel | 1     | Þórdís Edwald                          |
| 1989   | Island Games                  | Dameneinzel | 1     | Þórdís Edwald                          |
| 1989   | Island: Einzelmeisterschaften | Dameneinzel | 1     | Þórdís Edwald                          |
| 1990   | Island: Einzelmeisterschaften | Dameneinzel | 1     | Þórdís Edwald                          |
| 1994   | Island: Einzelmeisterschaften | Damendoppel | 1     | Þórdís Edwald / Elsa Nielsen           |